# Station Tsurumi-Ryokuchi
Station Tsurumi-Ryokuchi (鶴見緑地駅, Tsurumi-Ryokuchi-eki) is een metrostation in de wijk Tsurumi-ku, Osaka, Japan. Het wordt aangedaan door de Nagahori Tsurumi-ryokuchi-lijn. Het station ligt onder het Ryokuchi-park en diende ten tijde van de oprichting vooral om bezoekers van en naar de bloemenexpositie in het park te vervoeren.

## Treindienst

### Nagahori Tsurumi-ryokuchi-lijn(stationsnummer N26)
| 1 | ■ Nagahori Tsurumi-ryokuchi-lijn | richting Kadoma-Minami                    |
| 2 | ■ Nagahori Tsurumi-ryokuchi-lijn | richting Kyōbashi, Shinsaibashi en Taishō |

## Geschiedenis
Het station werd in 1990 geopend.

## Overig Openbaar vervoer
Bus 19

## Stationsomgeving
Het station ligt relatief geïsoleerd waardoor er in de directe omgeving geen voorzieningen zijn.
- Bloemenexpositie van Tsurumi-Ryokuchi
- Ryokuchi-park

Taishō · Dome-mae Chiyozaki · Nishi-Nagahori · Nishiōhashi · Shinsaibashi · Nagahoribashi · Matsuyamachi · Tanimachi Rokuchōme · Tamatsukuri · Morinomiya · Osaka Business Park · Kyōbashi · Gamō Yonchōme · Imafuku-Tsurumi · Yokozutsumi · Tsurumi-Ryokuchi · Kadoma-Minami